# رئیس پوشالی

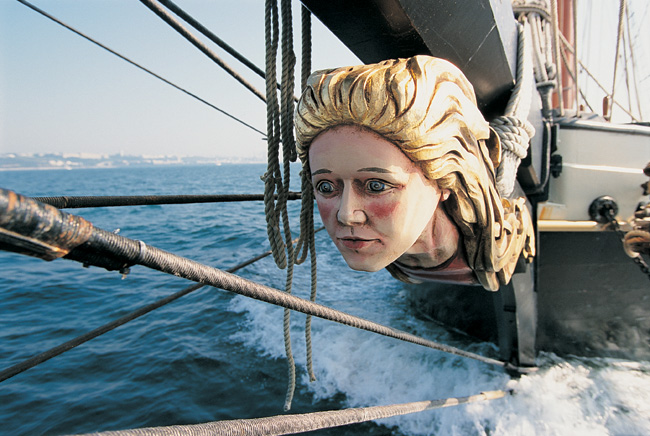
یک شکلک «واقعی»، تزئینی منبت کاری شده بر روی چوب کشتی. دقیقاً مانند یک چهره واقعی از نظر زیبایی شناختی کشتی را نشان می‌دهد در حالی که برای دریانوردی واقعی وجود آن بی ربط است، شخصیت سیاسی فردی است که به نظر می‌رسد یا یک مقام که به نظر قدرت را در اختیار دارد، در حالی که قدرت واقعی کمی دارد.

رئیس پوشالی شخصی است که ظاهراً دوژور (به نام یا طبق قانون) دارای عنوانی مهم و غالباً قدرتمند است، اما به‌طور واقعی دفاکتو (در واقعیت) از قدرت واقعی تا حد زیادی برخوردار نیست. این معمولاً به این معنی است که آنها رئیس کشور، هستند اما رئیس دولت نیستند.
این استعاره از شکل تراش خورده در چله کشتی قایقرانی نشأت می‌گیرد.